# Kolonada
Kolonada (francosko: colonnade = stebrišče) ali stebriščni hodnik je v arhitekturi naziv za niz stebrov, ki nosijo strešno konstrukcijo. Postavljali so jih, da so nosile ostrešja templjev, portikov pa tudi kot samostojne objekte, s katerimi so želeli naglasiti dostop do objekta ali spomenika.

## Zgodovina
Osnovni element kolonade sta stebra, ki ju povezuje arhitrav. Zato je povezana z gradnjo velikih dvoran. V večjem obsegu je bila uporabljena že v egipčanskih svetiščih, še pogosteje pa so začeli kolonade uporabljati pri gradnji antičnih templjev. Grška kolonada je bila perfektno izvedena, njena zunanja podoba pa odvisna od uporabljenega stavbnega reda. Podvojitev kolonad - hipetralni dipter - je dajal še posebej dramatičen učinek. Tak je Apolonov tempelj v Didimi, nedaleč od Mileta (pozno 6. st. pr. n. št.).
Še danes so ohranjeni številni primeri takih kolonad v ohranjenih grških in rimskih templjih. 
Izjemen je primer uporabe kolonade v atenski stoi, ki se je uporabljala za trgovino.
Bazilika Ulpijcev v Rimu, zgrajena leta 112 v jedru Trajanovega foruma kaže izjemno dinamičnost glavne ladje paladijskega prostora.
Kolonade so se posebej gradile v času baroka in neoklasicizma. Lep primer za to so Berninijeve kolonade na rimskem trgu - Piazza San Pietro pred baziliko sv. Petra, zgrajene leta 1667. Tudi zgradba Britanskega muzeja v Londonu, zgrajena med letoma 1823 in 1846 (načrt je izdelal sir Robert Smirke), predstavlja interpretacijo kolonade.
Kolonada je stavbni člen, ki so ga uporabljali arhitekti vse do današnjih dni.

## Pomembne kolonade
- Velike kolonade v Palmiri v Siriji
- Antične kolonade v Baalbeku, Libanon
- Antične kolonade v Efezu
- Kolonade pri baziliki Sv. Petra v Vatikanu
- Perraultove kolonade v Parizu
- Palacio da Alvorada, Oscar Niemeyer, moderna interpretacija klasične kolonade
- Mlinska kolonada v Karlovih Varih